# Osmia fasciata
Osmia fasciata is een vliesvleugelig insect uit de familie Megachilidae. De wetenschappelijke naam van de soort is voor het eerst geldig gepubliceerd in 1811 door Latreille.